# الهند في دورة الألعاب الآسيوية 1974
شَارَكَتْ الهند في دورة الألعاب الآسيوية لعام 1974 عُقدت في طهران الإيرانيَّة من 1 إلى 16 سبتمبر 1974. فاز الرياضيون من الهند بمجمُوع 28 ميدالية، بما في ذلك أربع ميداليات ذهبية، وحلوا في المركز السابع في جدول الميداليات.

## مَراجِع
1. ↑  "Overall medal standings – Tehran 1974". Olympic Council of Asia. ocasia.org. مؤرشف من الأصل في 2012-03-08. اطلع عليه بتاريخ 2011-06-24.